# Даунов синдром
Даунов синдром је облик хромозомопатије који се јавља као последица тризомије 21. хромозома. Карактеристике су, специфичан изглед лица и умна заосталост као обавезни показатељ овог синдрома. Просечни количник интелигенције младе одрасле особе са Дауновим синдромом је 50, што је еквивалентно са менталном способношћу детета од осам или девет година, мада то може да варира у широком опсегу.
Родитељи погођене особе обично су генетски нормални. Вероватноћа се повећава са мање од 0,1% код 20-годишњих мајки на 3% у узрасту од 45 година. Верује се да се додатни хромозом јавља случајно, без познате активности понашања или фактора околине који мења вероватноћу. Кариотип особе са Дауновим синдромом је: 47;XX(21+) или 47;XY(21+) (укупан број хромозома, полна конституција + хромозом који је у вишку). Узрок тризомије 21 може да буде и уравнотежена транслокација хромозома 21 код једног од родитеља (сматра се да је ово узрок у тек око 5% случајева). Такав родитељ, поред нормалних гамета, може да образује и гамете у којима је хромозом 21 у вишку. Спајањем таквих ненормалних гамета (имају два хромозома 21) са нормалним (имају један хромозом 21) настаће зигот који носи неуравнотежену транслокацију 21. Особа са неуравнотеженом транслокацијом 21 имаће кариотип са 47 хромозома јер је хромозом 21 у вишку (тризомик), а фенотипски Даунов синдром. Применом пренаталне дијагностике учесталост Дауновог синдрома код новорођенчади је значајно умањена. Даунов синдром може да буде индентификован током трудноће помоћу пренаталне дијагностике, чему следи дијагрностичко тестирање, или након рођења путем директног посматрања и генетичко тестирање. Од увођења скрининга, трудноће са позитивном дијагнозом се често прекидају. Редовни скрининг за здравствене проблеме уобичајене код Дауновог синдрома се препоручује током целог живота особе.
Не постоји лек за Даунов синдром. Показало се да образовање и правилна брига побољшавају квалитет живота. Нека деца са Дауновим синдромом се образују у типичним школским часовима, док друга захтевају специјализованије образовање. Неке особе са Дауновим синдромом завршавају средњу школу, а неколицина похађа и више школе. У одраслом добу, око 20% у Сједињеним Америчким Државама ради плаћени посао у неком капацитету, док је многима неопходна заштићена радна средина. Често је потребна подршка у финансијским и правним питањима. Очекивано трајање живота је око 50 до 60 година у развијеном свету уз одговарајућу здравствену заштиту.
Даунов синдром је једна од најчешћих хромозомских абнормалности код људи. Појављује се код једне на око 1000 беба које се рађају сваке године. Године 2015, Даунов синдром је био присутан код 5,4 милиона индивидуа глобално и резултирао је у 27.000 смртних случајева, што је смањење са 43.000 преминулих у 1990. години. Описао га је први пут Лагдон Даун (енгл. Lagdon Down) 1866. године на сопственом детету, а тек 1959. године је установљено да је узрок овог синдрома тризомија. Неки аспекте стања су раније описали Жан-Етјен Доминик Ескирол 1838. године и Едуар Сегин 1844. године.

## Клиничка слика Дауновог синдрома
Најизразитија обележја овог синдрома су:
- умна заосталост; IQ = 40-50, мада има података да IQ може бити и од 25-80;
- аномалије срца праћене у различитом степену аномалијама (ненормалностима) других органа,
- смањена отпорност према инфекцијама,
- повећан ризик за појаву леукемије,
- превремено старење и др.

Из свих тих разлога особе са овим синдромом живе у просеку дупло краће у односу на здраве особе.
Особе имају и препознатљиве особине као што су :
- косо (монголоидно) постављене и широко размакнуте очи;
- мали нос, широког корена;
- смањен обим главе и пљоснат потиљак;
- уста су мала па нормално велики језик вири из њих, а сам језик је често увећан и избраздан;
- ушне шкољке су скоро увек лоше формиране, мале и ниско су постављене;
- зуби су неправилног облика и броја и касно избијају;
- шаке су широке и са кратким прстима;
- на длановима може постојати бразда четири прста (мајмунска бразда) уз измењене дерматоглифе (линије на шакама) и др.

Клиничка слика може бити ублажена ако је код особе присутан мозаицизам.
| Карактеристике                         | Заступљеност (%) | Карактеристике                                      | Заступљеност (%) |
| -------------------------------------- | ---------------- | --------------------------------------------------- | ---------------- |
| Ментална заосталост                    | 99%              | Абнормално зубало                                   | 60%              |
| Низак раст                             | 90%              | Косе очи                                            | 60%              |
| Умбиликална хернија                    | 90%              | Краће руке                                          | 60%              |
| Повећана маса коже на врату            | 80%              | Кратак врат                                         | 60%              |
| Низак мишићни тонус                    | 80%              | Опструктивна апнеја                                 | 60%              |
| Узак кров усне шупљине                 | 76%              | Клинодактилија (врх малог прста закривљен у страну) | 57%              |
| Брахицефалија (заравњена глава)        | 75%              | Брашфилдове тачке у зеници                          | 56%              |
| Флексибилни лигаменти                  | 75%              | Једна трансверзална линија на шаци                  | 53%              |
| Пропорционално велики језик            | 75%              | Језик ван уста                                      | 47%              |
| Абнормална ушна шкољка                 | 70%              | Конгенитална (урођена) болест срца                  | 40%              |
| Заравњен нос                           | 68%              | Страбизам                                           | ~35%             |
| Одвојеност првог и другог ножног прста | 68%              | Неспуштени тестиси                                  | 20%              |

Клиничка слика може бити ублажена ако је код особе присутан мозаицизам.

## Дијагностика
У савременом породништву системски се спроводе тестови пробира који могу указати на вероватноћу да ће дете имати Даунов синдром. Најраширенији тест пробира на феталне абнормалности је тест троструког пробира или троструки тест чија је осетљивост око 70%, са 5% лажних позитивних резултата. Поузданост тестова пробира на Даунов синдром с временом расте, па су данас доступни нови неинвазивни тестови пробира, тзв. нећелијски тестови феталне ДНК (Cell-free fetal DNA testing) које је могуће учинити већ од 9. седмице трудноће, за разлику од трипле теста који се изводи између 15. и 18. седмице трудноће. Произвођачи најновијих NPT (Non Invasive Prenatal Testing) метода износе податак да нови нећелијски ДНК тестови имају осетљивост већу од 99%, али неки научници тврде да је стварна осетљивост нижа. Стефани Морејн и др. у научном чланку из 2013. године, прегледом података које презентирају саме фармацеутске компаније, налазе да је та бројка произведена грешкама у методологији презентирања података, те утврђују да би осетљивост требало исказати са 62,59%. У случају да је било који од тестова пробира позитиван, трудница се упућује на извршење дијагностичких тестова као што је амниоцентезе или биопсија хорионских ресица који са сигурношћу постављају дијагнозу Дауновог синдрома. Код позитивне дијагнозе за Даунов синдром и информисања труднице о здравственој ситуацији детета као и поступка прекида трудноће, трудница има право на обавештени избор: може одлучити да ли да задржи дете или да се подвргне хируршком прекиду трудноће.

### Контроверзе
Тој се пракси противи један круг социјалних активиста, али и један број научника, који сматрају да је то очити пример еугенике. У законодавству Северне Дакоте (САД) је у North Dacota Century Code уврштена забрана побачаја који би био искључиво мотивиран сумњом на генетску абнормалност плода - укључујући Даунов синдром.